# Anton Bergmann
Antonius Josephus Georgius Franciscus (Anton) Bergmann (født 29. juni 1835 i Lier, død 21. januar 1874 sammesteds) var en flamsk forfatter.
Som student i Gent stiftede han sammen med Vuylsteke en studenterforening ’t zal wel gaan. Han nedsatte sig senere som sagfører i sin fødeby, men skrev derhos en del novellistiske og historiske værker, hvoraf skal nævnes: Philip van Marnix. Plundering der hoofderk van Lier (1857), Twee Rejnlandsche novellen (1870), Geschiedenis der stad Lier (1873).